# Ustyluh
Ustyluh (tiếng Ukraina: Устилуг) là một thành phố của Ukraina. Thành phố này thuộc tỉnh Volyn. Thành phố này có diện tích ? km2, dân số theo điều tra dân số năm 2001 là 2283 người.